# Gare de Saint-Sulpice – Izon
Gare de Saint-Sulpice - Izon – stacja kolejowa w miejscowości Saint-Sulpice-et-Cameyrac, w departamencie Żyronda, w regionie Nowa Akwitania, we Francji. Jest zarządzana przez SNCF i obsługiwana przez pociągi TER Nouvelle-Aquitaine. Obsługuje również pobliską gminie Izon.
W 2016 z usług stacji skorzystało 46 285 pasażerów.

## Położenie
Znajduje się na linii Paryż – Bordeaux, na km 561,591 między stacjami Vayres i Saint-Loubès, na wysokości 10 m n.p.m.

## Linie kolejowe
- Linia Paryż – Bordeaux